# Odontognophos margaritatus
Odontognophos margaritatus là một loài bướm đêm trong họ Geometridae.